# Chant II du Paradis
Le Chant II du Paradis est le deuxième chant du Paradis de la Divine Comédie du poète florentin Dante Alighieri. 
Il se déroule dans le ciel de la Lune, où se trouvent ceux qui n'ont pas exaucé leurs promesses, dans l'après-midi du 13 avril 1300 ou du 30 mars 1300.

## Thèmes et contenus

### Avertissement aux lecteurs: versets 1 à 18
Le chant commence par une invocation à Minerve .
Le chant commence par l'avertissement de Dante à ceux qui veulent suivre ses traces, s'adressant avant tout à ceux qui ne sont pas experts en théologie , car ce sera l'un des principaux sujets traités dans cette partie du poème. En effet, il compare la situation à celle d'un bateau qui, voulant en suivre un autre beaucoup plus grand et plus rapide, pourrait se perdre en haute mer en perdant le sillage de celui-ci. Le thème, qui selon l'auteur est la première fois qu'il est abordé, est inspiré de Minerve et mis en scène par Apollon. De son côté, le chemin est illuminé par neuf muses. Quelques-uns, préparés dès la jeunesse, pourront néanmoins profiter d'une certaine nourriture spirituelle qui ne peut en aucun cas être comparée à la sagesse reçue directement de Dieu. A l'écoute de ce qui va être raconté, ces «  quelques-uns » seront encore plus surpris que les Argonautes de voir leur chef Jason transformé en paysan.

### Le ciel de la Lune: versets 19 à 45
Après le préambule solennel, le récit reprend. Dante et Béatrice sont attirés vers le haut par le désir de l'Empyrée, à la vitesse à laquelle tourne le ciel étoilé. Béatrice tourne déjà les yeux vers le haut alors que Dante la fixe. Dans le très court laps de temps où une flèche fraîchement tirée atteint sa cible, Dante se retrouve dans un lieu merveilleux qui attire toute son attention. Béatrice, qui peut lire dans les pensées, invite le poète à diriger son esprit vers Dieu pour le remercier d'avoir atteint le ciel de la lune.
Dante décrit ensuite ses sensations : il lui semble qu'il est enveloppé d'un nuage brillant semblable à un diamant illuminé par le soleil. La lune reçoit les deux en elle, sans s'ouvrir, comme la surface de l'eau reçoit un rayon de lumière. Sur Terre, on ne comprend pas bien comment un corps solide peut pénétrer dans un autre corps identique sans changer. De là naît le désir du ciel, de voir l'homme et Dieu dans le Christ. Là, le dogme apparaîtra clair comme l'axiome auquel l'homme croit sans avoir besoin de démonstration.

### Théorie des taches lunaires et influences astrales: versets 46 à 148

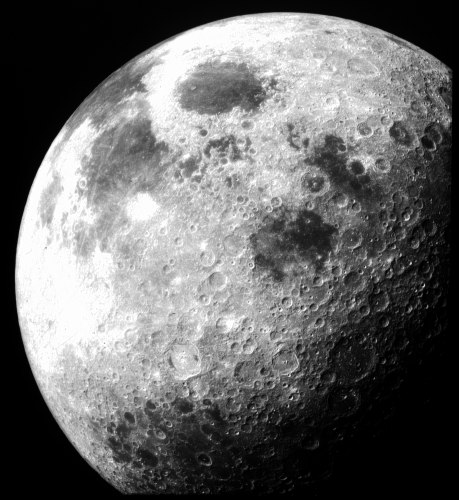
La Lune photographiée par Apollo 12.

Après avoir remercié Dieu, Dante demande à Béatrice de lui expliquer le phénomène des taches lunaires. Il expose sa théorie sur le sujet, à savoir que les taches lunaires dépendent du changement de densité des différentes parties du corps.
Béatrice réfute cette thèse, en argumentant à deux niveaux : d'abord en exposant une considération générale, ensuite en se basant sur l'expérience.
 
Tout d'abord, elle note que si la diversité des corps célestes ne dépendait que d'un facteur matériel et non d'un facteur qualitatif, toutes les étoiles exerceraient la même influence sur les êtres humains, certaines avec plus et d'autres avec moins d'intensité, mais cela est absurde, car à des étoiles différentes correspondent des influences différentes. Béatrice fournit donc une explication supplémentaire, en affirmant que si ce que Dante pense était vrai, la Lune, en correspondance avec les taches lunaires, devrait avoir soit une densité nulle la traversant de part en part, soit une densité moindre qui s'arrête au-delà d'une certaine profondeur.
 
Ces deux thèses sont aisément réfutées : pour la première, Béatrice recourt à l'expérience des éclipses solaires, dont on déduit que la lune n'est pas creuse ; pour la seconde, elle décrit une expérience physique que Dante est invité à reproduire : Si l'on prend trois miroirs et qu'on les place à des distances inégales d'une source de lumière, la lumière réfléchie apparaît identique en qualité et non plus sombre, bien qu'elle soit différente en quantité, c'est-à-dire en intensité, il serait donc absurde de penser que la simple réflexion d'un rayon de lumière à une profondeur différente du corps de la lune rendrait la surface plus sombre.
Béatrice, une fois les erreurs dissipées, fournit l'explication correcte complexe, non pas physique mais métaphysique, du phénomène : la luminosité des corps célestes varie comme la force de vertu (c'est-à-dire l'influence céleste) varie d'une étoile à l'autre, qui se diversifie et constitue une unité différente avec chaque étoile individuelle à laquelle elle est unie. Le mouvement et l'influence des sphères célestes dépendent en effet des intelligences angéliques, comme l'habileté dans le maniement du marteau dépend de l'esprit du forgeron ; de même que dans le corps humain l'âme, tout en restant une, se manifeste dans différents organes pour accomplir différentes fonctions, de même l'intelligence angélique du huitième ciel se déploie de ciel en ciel et se manifeste sous différentes formes se confondant avec la matière différente des divers astres.
De tout cela découle la variation de luminosité d'une étoile à l'autre et donc aussi l'aspect caractéristique des « taches » de la Lune.

## Analyse
Après l'avertissement aux lecteurs inadéquats, Dante décrit l'envol fulgurant vers le ciel de la Lune qui se produit par une double fixation des regards, celui de Béatrice dans le ciel et celui de Dante dans ses yeux, avec une simile devenue l'un des exemples du Hystéron-protéron : une flèche que l'on voit sur la cible, puis en vol, puis au moment où elle est tirée.

Il s'ensuit la sensation de pénétrer dans une nouvelle matière, indiquée par les quatre adjectifs brillant, épais, solide et propre et le doute s'installe quant à l'impénétrabilité des corps. Le poète y répond en faisant appel à la foi, qui lui permet d'accéder à la compréhension d'un mystère bien plus élevé à savoir la double nature, humaine et divine, de Jésus-Christ.

A un autre doute, ou plutôt à une question explicite, Béatrice consacre une réponse ample et argumentée, qui s'étend sur environ deux tiers du chant, jusqu'à la fin de celui-ci. La fonction de Béatrice comme guide spirituel, comme professeur de sagesse philosophico-théologique, se manifeste. Cette tâche, déjà apparente dans le premier chant (versets 103 à 141)  est développée de manière cohérente, de façon extensive et doctrinalement exigeante, tout au long du canto.

On peut s'étonner qu'une question aussi secondaire que celle des taches lunaires, source, comme Dante le mentionne lui-même, de légendes et d'interprétations populaires, donne lieu à un excursus doctrinal centré sur la cosmologie scolastique et entrecoupé de références à divers savants du monde antique et médiéval. 
En réalité, la construction élaborée et l'engagement expressif évident contribuent à souligner l'objectif du texte, c'est-à-dire la rétractation par Dante de la conviction à laquelle il avait adhéré auparavant, à savoir celle de la matrice averroïste de la densité variable de la matière comme cause des taches lunaires. Le dépassement de l'averroïsme vers une conception scolastique est une étape importante dans la formation philosophique de Dante. Le problème circonscrit des taches lunaires s'insère dans la sphère globale des influences du ciel sur le monde terrestre. Nous passons ainsi de la sphère physique à la sphère métaphysique et théologique : la sagesse théologique est placée à la base de toute explication particulière, même des phénomènes naturels.